# Ferrocarril Ligero de Barsi

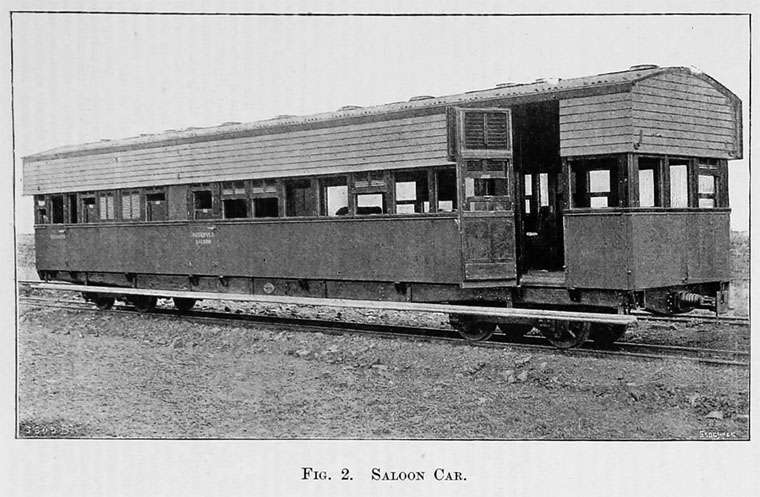
Coche salón, fabricado por Leeds Forge Co (1897)

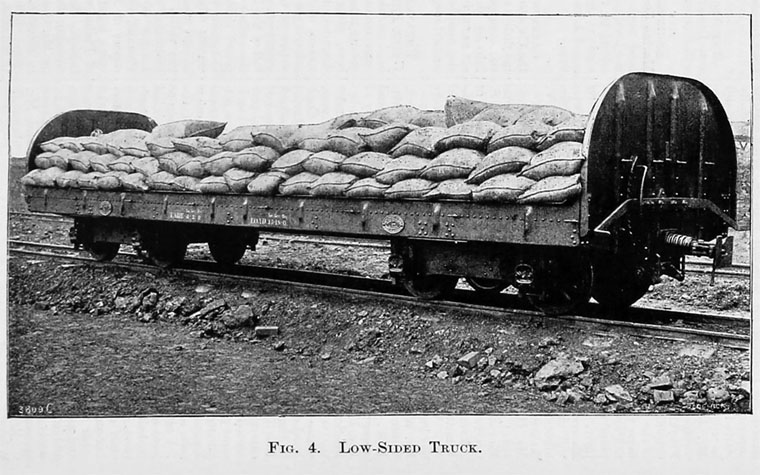
Vagón plataforma con bogíes. Leeds Forge Co (1897)

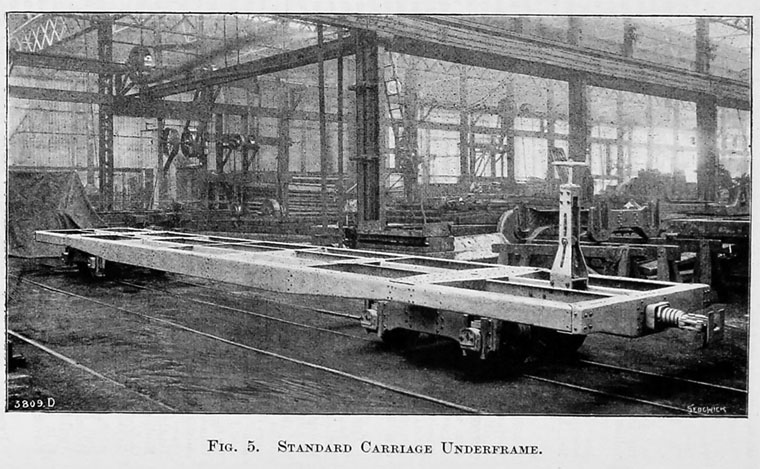
Estructura del bastidor estándar. Leeds Forge Co (1897)

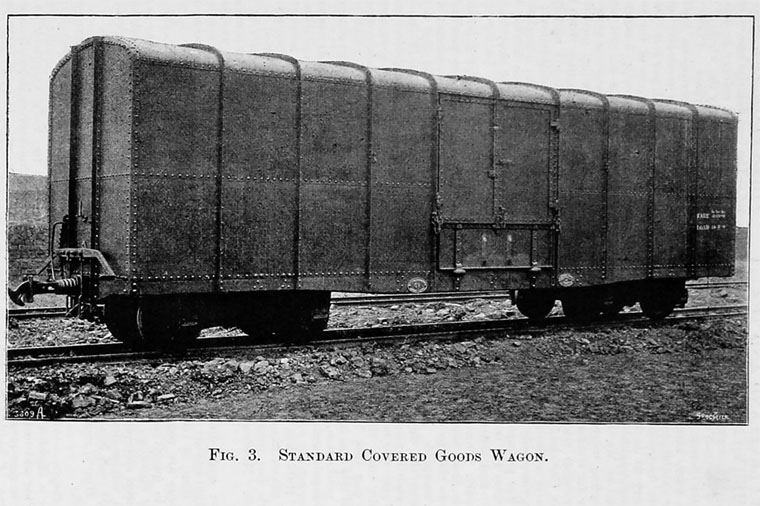
Vagón de mercancías cubierto estándar, de Leeds Forge Co (1897)

El Ferrocarril Ligero de Barsi (FLB) fue una línea de 202 millas (325,1 km) entre las localidades de Miraj y Latur, en el estado indio de Maharastra. Con un ancho de vía de 2 pies 6 plg (762 mm) (el denominado ancho imperial), esta creación del ingeniero británico Everard Calthrop se considera  que revolucionó la construcción de ferrocarriles de vía estrecha en la India. 

## Historia
Calthrop trabajó como inspector de locomotoras para el Gran Ferrocarril de la Península India (GFPI), y en 1886 solicitó permiso para analizar propuestas de líneas independientes. Identificó dos trayectos de particular interés: un  tranvía de 5 millas (8 km) que conectase el centro religioso hindú de Nasik con el ferrocarril, y un ramal de 21 millas (34 km) a la ciudad de Barsi. El Gran Ferrocarril de la Península India aprobó ambas propuestas, y Calthrop realizó un estudio de las dos líneas. En 1887, registró la compañía Indian Railways Feeder Lines en Londres, con el fin de promover la construcción de líneas secundarias que aportasen tráficos de viajeros al ferrocarril, y comenzó las negociaciones con el gobierno indio para construir el Ferrocarril Ligero de Barsi. Sin embargo, el GFPI le sugirió que volviera a su cargo como inspector de locomotoras o que renunciara a su apoyo para promover las líneas secundarias. Su salud estaba fallando, y en 1889 Calthrop renunció a su puesto en los Ferrocarriles de la India. Trabajando como consultor, supervisó la construcción de una de sus propuestas, el Tranvía de Nasik, con una vía de 2 pies 6 plg (762 mm) y arrastrado por caballos.
En 1895, las negociaciones que comenzaron en 1887 finalmente tuvieron éxito y Calthrop formó una nueva compañía para construir el Ferrocarril Ligero de Barsi, trabajando como ingeniero consultor. Asumió que la carga de todos los ejes del material rodante (incluidas las locomotoras) debería ser la misma, optimizamdo la carga máxima de los vagones de mercancías. Se decidió por una carga de 5 toneladas largas (5,1 t; 5,6 ST) por eje, que era lo suficientemente ligera como para permitir que las líneas de ferrocarril se construyeran con carriles de 30 libras por yarda (14,9 kg/m). Además, argumentó que usar un ancho de vía de 2 pies 6 plg (762 mm) era la mejor solución de compromiso entre la economía de la construcción y la capacidad de carga.
Kitson and Company fabricó cinco locomotoras 0-8-4T (con una distribución uniforme de la carga por eje) según las especificaciones de Calthrop. El material rodante de mercancías fue construido sobre bastidores estándar de acero prensado de 25 por 7 pies (7,62 por 2,13 m), lo que reducía el peso de tara y maximizaba las cargas del vagón. Calthrop reconoció la importancia de los ferrocarriles en la guerra y diseñó los trenes para facilitar el movimiento de tropas y equipos. El material rodante se montó sobre bogies Fox de acero prensado, utilizando el sistema Timmis de muelles dobles. La línea se construyó con inclinación del carril (entonces una idea novedosa), lo que implicaba inclinar el riel unos grados para que su superficie sea más paralela a la del borde de las ruedas. En la actualidad, esta inclinación se aplica universalmente a los ferrocarriles.
Antes del envío del material rodante a la India, Calthrop y la Leeds Forge Company, que lo había fabricado, realizaron pruebas en una pista de ensayos especialmente construida ubicada en Newlay, cerca de Leeds. La línea fue abierta para que fuera inspeccionada por funcionarios ferroviarios y periodistas, y se publicaron varios informes al respecto en la prensa técnica ferroviaria.
El Ferrocarril Ligero de Barsi finalmente se abrió en 1897, y se extendió en varias ocasiones hasta alcanzar una longitud total de 202 millas (325 km) en 1927. Se considera que revolucionó el sistema ferroviario de vía estrecha en el subcontinente indio. Cosechó un inmenso éxito, situando como uno de los líderes en el campo ferroviario a  Calthrop, que siguió siendo ingeniero consultor hasta que se retiró, debido a problemas de salud, dos años antes de su muerte. El Ferrocarril Ligero de Barsi continuó siendo operado como un negocio de propiedad privada hasta 1954, cuando fue comprado por Indian Railways.

## Material rodante
En 1936, había 31 locomotoras, 6 vagón de vapor, 120 coches de pasajeros y 288 vagones de carga.

## Clasificación
El Ferrocarril Ligero de Barsi fue clasificado como un ferrocarril de Clase II según la Clasificación de Ferrocarriles de la India establecida por el Gobierno de la India en 1926.

## Influencias
Internacionalmente, otros ferrocarriles de vía estrecha copiaron las ideas de Calthrop, como los ferrocarriles victorianos de vía estrecha en Australia, que decidió cambiar el ancho previsto para sus líneas (de 610 mm (2')) a los 762 mm (2' 6") preconizados por Calthrop para poder utilizar los diseños de material rodante ya disponibles para este ancho. Las cuatro líneas en Victoria totalizaron 190,7 millas (306,9 km) de longitud. 

## Conversión a vía ancha
La sección Kurduwadi-Miraj se convirtió a vía ancha en 2002, y la sección Latur-Osmanabad en septiembre de 2007. Osmanabad no se encontraba en la línea de ferrocarril de vía estrecha y se modificó el trazado para que la nueva vía ancha pasara por la localidad. Finalmente, la sección restante de Osmanabad a Kurduwadi, una vez adaptada con vía ancha, entró en servicio en octubre de 2008.